# История почты и почтовых марок Фарерских островов
История почты и почтовых марок Фарерских островов включает в себя период, соответствующий почтовой системе Дании, в состав которой входят Фарерские острова, и период независимой почтовой службы и самостоятельной политики эмиссии почтовых марок (с 1975 года).

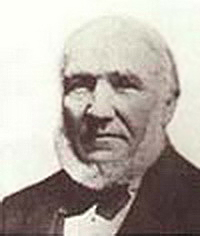
Г. К. Мюллер — первый почтмейстер Фарер

## Развитие почты
Первое почтовое отделение на Фарерских островах было открыто в Торсхавне 1 марта 1870 года. В течение первых нескольких лет его возглавлял шериф южной части острова Стреймой Ганс Кристофер Мюллер (нем. Hans Christopher Müller; 1818—1897). 1 марта 1884 года почтовое отделение открылось в Твёройри. Как и в Торсхавне, управление почтой осуществлялось здесь местным шерифом. Третье почтовое отделение на Фарерских островах было открыто в Клаксвуйке 1 мая 1888 года.

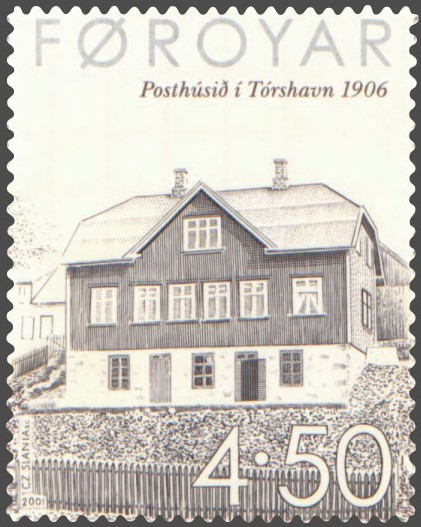
В 1906 году почтовое отделение в Торсхавне получило собственное здание. Почтовая марка Фарерских островов, 2001

В XIX веке на островах работали только эти три почтовых отделения. В 1903 году открылись ещё семь почтовых отделений, а в течение последующих 25 лет почтовые отделения были открыты практически во всех поселениях на Фарерских островах. Большинство из них, 15, открылось в 1918 году. Начиная с конца 1960-х годов и до настоящего времени многие почтовые отделения на островах были закрыты. Почтовые услуги для жителей этих поселений оказываются ныне агентами почтовой службы. К 1975 году осталось шесть отделений связи: Торсхавн, Клаксвик, Салтангара, Вестманна, Твёройри, Воар и 33 почтовых сборных пункта в деревнях. Везде применяются календарные штемпеля. С 1962 года наименования населённых пунктов на штемпелях указываются на фарерском языке.
До 1976 года фарерская почтовая система была под управлением датской почтовой системы. 1 апреля 1976 года была создана независимая Фарерская почтовая служба — англ. Postverk Føroya.
Фарерская почтовая служба издает бюллетень англ. «News from the Faroes» («Новости с Фарер»).

## Выпуски почтовых марок
В 1975 году Фарерские острова получили право выпускать собственные марки. 30 января вышла первая серия из 14 марок Фарерских островов. С того же дня датские марки были изъяты из обращения. На марках номиналом в 5, 50 и 90 эре изображена карта островов из книги Лукаса Якобсена Дебеса (1673 года); на марках в 10, 60, 80 и 120 эре — карта Северной Атлантики Абрахама Ортелия (1573 года). Западная сторона острова Сандой запечатлена на миниатюрах в 70 и 200 эре, а на марках в 250 и 300 эре — острова Стреймой и Воар с фотографий Асмундура Поулсена. Все эти марки были отпечатаны способом металлографии в типографии Датского почтового ведомства. Миниатюры с номиналами в 350, 450 и 500 эре — многоцветные, были выполнены типографией Финляндского банка. На них изображены репродукции картин местных художников с пейзажами Фарерских островов. Графическое оформление марок было выполнено Лидией Лаксафосс. Кроме того, марки были выпущены в сброшюрованном виде для продажи через автоматы.
Открытию собственной почты на островах в 1976 году были посвящены три коммеморативные марки, вышедшие в день создания независимой почтовой службы. На первых памятных марках Фарерских островов изображены: фарерская лодка, флаг Фарерских островов и почтальон. На всех марках помещена эмблема почтовой службы и дата её создания. С этого времени марки выпускаются регулярно и посвящены жизни островов.
|                          |                                  |                    |
| Фарерская лодка (Mi #21) | Флаг Фарерских островов (Mi #22) | Почтальон (Mi #23) |

| Количество и общая номинальная стоимость почтовых марок Фарерских островов (с 1975) | Количество и общая номинальная стоимость почтовых марок Фарерских островов (с 1975) | Количество и общая номинальная стоимость почтовых марок Фарерских островов (с 1975) | Количество и общая номинальная стоимость почтовых марок Фарерских островов (с 1975) | Количество и общая номинальная стоимость почтовых марок Фарерских островов (с 1975) |
| Год | Кол-во марок                                                                        | Номер (по Михелю)                                                                   | Общая номинальная стоимость                                                         | Средняя номинальная стоимость                                                       |
| --- | ----------------------------------------------------------------------------------- | ----------------------------------------------------------------------------------- | ----------------------------------------------------------------------------------- | ----------------------------------------------------------------------------------- |
| 1975 | 14                                                                                  | 7—20                                                                                | 24.35 крон                                                                          | 1.81 крон                                                                           |
| 1976 | 3                                                                                   | 21—23                                                                               | 10.85 крон                                                                          | 3.62 крон                                                                           |
| 1977 | 7                                                                                   | 24—30                                                                               | 14.85 крон                                                                          | 2.12 крон                                                                           |
| 1978 | 11                                                                                  | 31—41                                                                               | 18.80 крон                                                                          | 1.71 крон                                                                           |
| 1979 | 6                                                                                   | 42—47                                                                               | 32.80 крон                                                                          | 5.47 крон                                                                           |
| 1980 | 11                                                                                  | 48—58                                                                               | 19.00 крон                                                                          | 1.73 крон                                                                           |
| 1981 | 11                                                                                  | 59—69                                                                               | 29.60 крон                                                                          | 2.69 крон                                                                           |
| 1982 | 9                                                                                   | 70—78                                                                               | 22.70 крон                                                                          | 2.52 крон                                                                           |
| 1983 | 14                                                                                  | 79—92                                                                               | 51.50 крон                                                                          | 3.68 крон                                                                           |
| 1984 | 19                                                                                  | 93—111                                                                              | 65.70 крон                                                                          | 3.46 крон                                                                           |
| 1985 | 18                                                                                  | 112—129                                                                             | 69.00 крон                                                                          | 3.83 крон                                                                           |
| 1986 | 15                                                                                  | 130—144                                                                             | *78.40 крон                                                                         | 5.23 крон                                                                           |
| 1987 | 17                                                                                  | 145—161                                                                             | *78.80 крон                                                                         | 4.63 крон                                                                           |
| 1988 | 17                                                                                  | 162—178                                                                             | 78.90 крон                                                                          | 4.64 крон                                                                           |
| 1989 | 15                                                                                  | 179—193                                                                             | 78.70 крон                                                                          | 5.25 крон                                                                           |
| 1990 | 17                                                                                  | 194—210                                                                             | 77.90 крон                                                                          | 4.58 крон                                                                           |
| 1991 | 16                                                                                  | 211—226                                                                             | 79.50 крон                                                                          | 4.97 крон                                                                           |
| 1992 | 14                                                                                  | 227—242                                                                             | 68.60 крон                                                                          | 4.90 крон                                                                           |
| 1993 | 13                                                                                  | 243A—255                                                                            | 78.50 крон                                                                          | 6.40 крон                                                                           |
| 1994 | 16                                                                                  | 256—271                                                                             | 76.60 крон                                                                          | 4.78 крон                                                                           |
| 1995 | 19                                                                                  | 272—290                                                                             | 97.50 крон                                                                          | 5.13 крон                                                                           |
| 1996 | 19                                                                                  | 291—309                                                                             | 117.00 крон                                                                         | 6.16 крон                                                                           |
| 1997 | 18                                                                                  | 310—327                                                                             | 120.00 крон                                                                         | 6.66 крон                                                                           |
| 1998 | 20                                                                                  | 328—347                                                                             | 129.00 крон                                                                         | 6.45 крон                                                                           |
| 1999 | 20                                                                                  | 348—367                                                                             | 126.50 крон                                                                         | 6.33 крон                                                                           |
| 2000 | 19                                                                                  | 368—386                                                                             | 137.00 крон                                                                         | 7.21 крон                                                                           |
| 2001 | 27                                                                                  | 287—413                                                                             | 196.00 крон                                                                         | 7.25 крон                                                                           |
| 2002 | 22                                                                                  | 414—435                                                                             | 189.50 крон                                                                         | 8.61 крон                                                                           |
| 2003 | 37                                                                                  | 436—472                                                                             | 226.00 крон                                                                         | 6.11 крон                                                                           |
| 2004 | 40                                                                                  | 473—512                                                                             | 253.00 крон                                                                         | 6.33 крон                                                                           |
| 2005 | 34                                                                                  | 513—546                                                                             | 250.50 крон                                                                         | 7.36 крон                                                                           |
| Всего | 538                                                                                 |                                                                                     | 2,897.05 кр.                                                                        |                                                                                     |
| В среднем | 17                                                                                  |                                                                                     | 93.45 крон                                                                          | 4.89 крон                                                                           |
| * Примечание: В 1986—1987 годах были выпущены два малых листа, посвящённые выставке марок HAFNIA’87 в Копенгагене, которые продавались по более высокой цене, чем номинальная стоимость. Прибыль шла на поддержку выставки. |                                                                                     |                                                                                     |                                                                                     |                                                                                     |

Первый почтовый блок Фарерских островов вышел в ноябре 1983 года. Он был посвящён открытию Норурландахюси (фар. Norðurlandahúsið í Føroyum) — Дома Северных стран в Торсхавне.

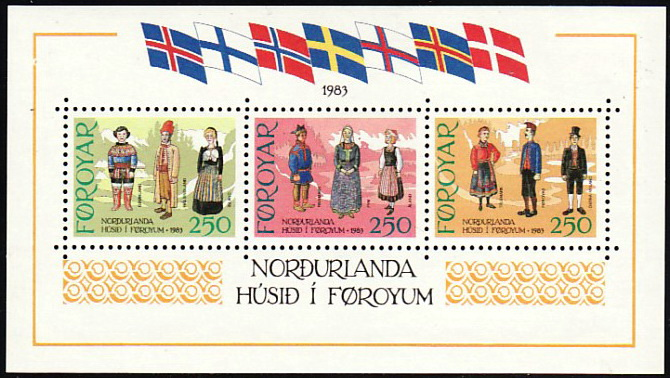
Первый почтовый блок Фарерских островов, 1983(Mi #Block1)

## Другие виды почтовых марок
С 6 октября 2008 года почта Фарерских островов начала использовать печатающие автоматы. Первые три автомата были установлены в Торсхавне и один в Клаксвуйке во вспомогательных почтовых отделениях, открытых на сервисных станциях «Шелл». Для них были выпущены марки печатающих автоматов четырёх рисунков. Автоматы выдают марки номиналами от 0,50 до 100 датских крон с интервалами по 0,50 крон.

## Местные выпуски
Из-за удаленности Фарерских островов от Дании и связанной с этим сложности доставки марок на островах дважды производились местные выпуски.
С 1 января 1919 года датская почта увеличила почтовые тарифы для простого письма с 5 до 7 эре. Поскольку на островах не было марок такого номинала, а корабль из Дании должен был прийти только в конце января, почтмейстер Торсхавна с разрешения почтового ведомства в Копенгагене распорядился сделать надпечатку «2 эре» на марке в достоинством в 5 эре. Марка поступила в обращение 12 января 1919 года. Марка с надпечаткой продавалась только вместе с маркой в 5 эре и в негашёном виде довольно редка. Кроме того, с 3 января и до поступления марки с надпечаткой в обращение, использовались знаки почтовой оплаты в 4 эре и вырезки из бандеролей, разрезанные пополам, в качестве марок в 2 эре.
| Местные выпуски Фарерских островов 1919 года      | Местные выпуски Фарерских островов 1919 года                                                                                       | Местные выпуски Фарерских островов 1919 года            |
| ------------------------------------------------- | --- | ------------------------------------------------------- |
|                                                   | |                                                         |
| 1919: надпечатка «2 эре» на марке в 5 эре (Mi #1) | Вырезка из почтового конверта, отправленного из Торсхавна в 1919 году, франкированного маркой в 5 эре и разрезанной маркой в 4 эре | 1940: надпечатка нового номинала на марке Дании (Mi #4) |

Во время Второй мировой войны, в 1940—1945 годах, Фареры находились под британской оккупацией. В 1940—1941 годах в связи с нехваткой марок, вызванной перебоями в их доставке из оккупированной немецкими войсками Дании, были сделаны надпечатки нового номинала на имевшихся на островах знаках почтовой оплаты низких номиналов. Первая марка с надпечаткой вышла 2 ноября 1940 года. Всего было выпущено шесть марок. После окончания войны почтовое ведомство Дании признало этот выпуск официальным выпуском датской почты.
Кроме того, в военное время на островах была введена оплата наличными, что отмечалось штемпелем с надписью фар. «Faerøerne Franco / Betalt / 5 (10 или 20) øre» («Фареры, франко, оплачено»).

## Развитие филателии
Первая филателистическая выставка на Фарерских островах «Нордатлант-экс-76» прошла в Торсхавне с 28 по 30 мая 1976 года. Она была посвящена 40-летию Фарерского филателистического общества. Это событие было отмечено специальным почтовым штемпелем.